# Белолицая свистящая утка
Белолицая свистящая утка, или белолицая древесная утка, или утка-вдовушка (лат. Dendrocygna viduata) — вид птиц семейства утиных, обитающей в Африке южнее Сахары и большой части Южной Америки, а также на Мадагаскаре и Коморских островах.
Активны преимущественно ночью. Достигает длины 38—48 см и массы от 500 до 820 г. Голова и клюв с контрастным черно-белым рисунком, на брюхе чёрное пятно. Остальное оперение утки рыже-каштановое с бурым, бока имеют тонкий поперечный рисунок, лопаточные перья удлинены в виде декоративных косиц.
Начинает гнездиться в начале периода дождей, обычно группами. Гнёзда располагают и на земле, и на деревьях. Инкубация длится 26-28 дней, птенцы самостоятельны с 8 недель.

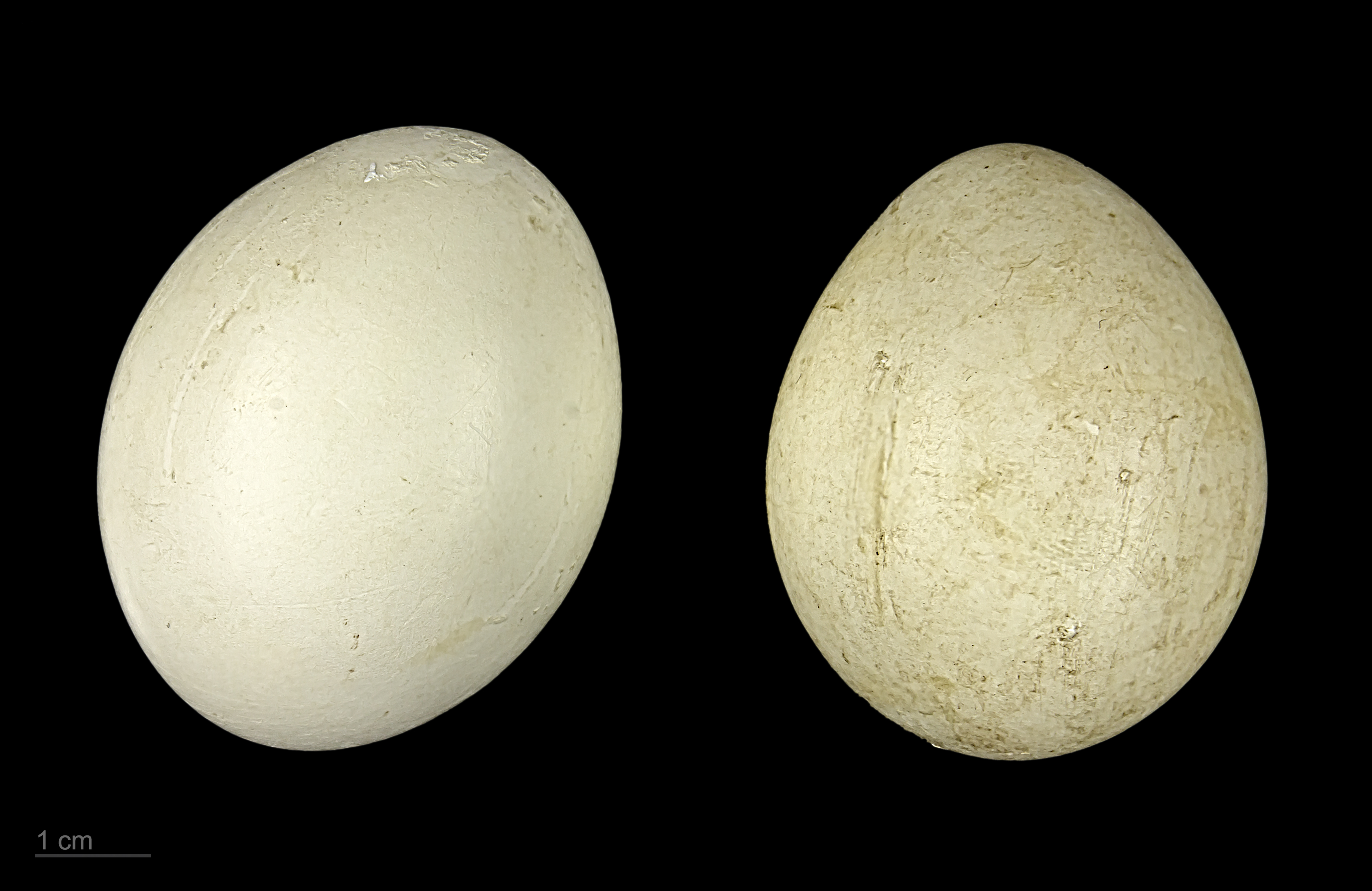
яйцо Dendrocygna viduata - Тулузский музей
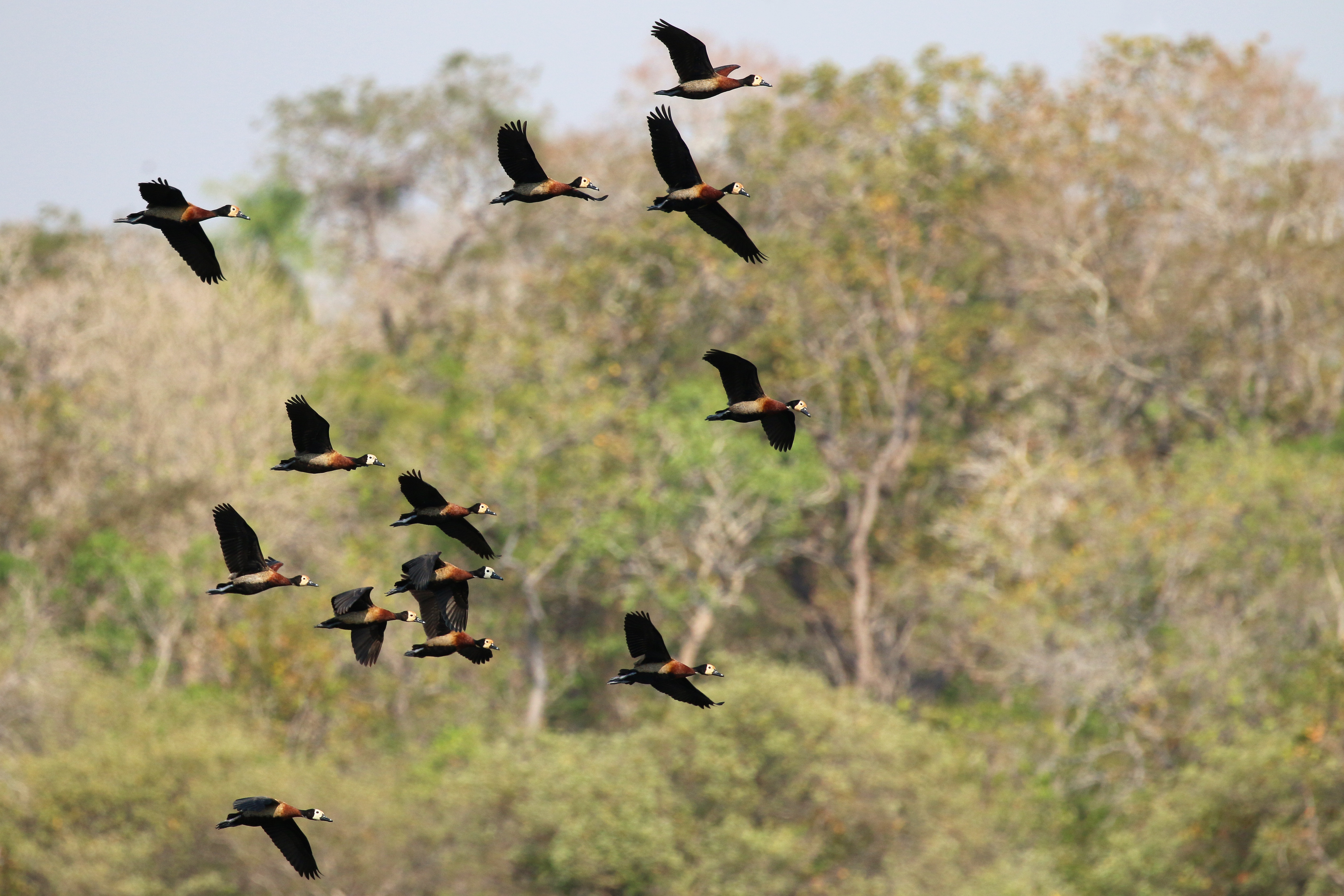
Стая летящих белолицых свистящих уток